# Shuqiao (sockenhuvudort i Kina, Zhejiang Sheng, lat 28,43, long 120,06)
Shuqiao (kinesiska: 舒桥, 舒桥乡) är en sockenhuvudort i Kina. Den ligger i provinsen Zhejiang, i den östra delen av landet, omkring 200 kilometer söder om provinshuvudstaden Hangzhou. Antalet invånare är 6 285. Befolkningen består av 2 858 kvinnor och 3 427 män. Barn under 15 år utgör 20,0 %, vuxna 15-64 år 59 %, och äldre över 65 år 20,0 %.
Runt Shuqiao är det ganska tätbefolkat, med 134 invånare per kvadratkilometer. Närmaste större samhälle är Lishui, 15,4 km väster om Shuqiao. I omgivningarna runt Shuqiao växer i huvudsak blandskog.
Genomsnittlig årsnederbörd är 2 331 millimeter. Den regnigaste månaden är juni, med i genomsnitt 383 mm nederbörd, och den torraste är januari, med 67 mm nederbörd.